# Escut de Fornells de la Selva
L'escut oficial de Fornells de la Selva té el següent blasonament:
Escut caironat: de sinople, 3 forns d'or. Per timbre una corona mural de poble.

## Història
Va ser aprovat el 23 de juny de 1983 i publicat al DOGC el 27 de juliol del mateix any amb el número 348.
Els forns de llenya són un element parlant que fa referència al nom de la població.